# Bodøsjøen friluftsmuseum
Das Bodøsjøen friluftsmuseum ist ein Freilichtmuseum in Bodø in der nordnorwegischen Provinz Nordland. Auf dem Museumsgelände stehen 14 Gebäude aus Salten. Ein großer Teil der Bootssammlung des Nordlandmuseums, darunter die letzte authentische Nordlandschaluppe Anna Karoline, befindet sich im Bootshaus in Bodøsjøen und soll bis 2018/19 in ein eigenes Museum für Transport integriert werden.
Das Museumsgelände ist stets geöffnet und fungiert als Naherholungsgebiet für die Bevölkerung und Besucher von Bodø. Das Innere der Häuser ist jedoch nur nach Anmeldung zu besichtigen.